# قائمة آثار محافظة الزرقاء

محافظة الزرقاء.

تتناول هذه القائمة المواقع الأثرية المسجَّلة رسمياً لدى دائرة الآثار العامة التابعة لوزارة السياحة والآثار في محافظة الزرقاء شرق الأردن.

## القائمة
| الرقم | الاسم        | الوصف                 | الموقع | الإحداثيات | الصورة                              |
| ----- | ------------ | --------------------- | ------ | ---------- | ----------------------------------- |
| ZA-01 | قصر الحلابات | العصر الروماني-الأموي |        |            | العصر الروماني-الأموي · Upload file |
| ZA-02 | حمام الصراح  | العصر الأموي          |        |            | صورة                                |
| ZA-03 | قصر عمرة     | العصر الأموي          |        |            | العصر الأموي · Upload file          |
| ZA-04 | قصر أسيخم    | العصر النبطي          |        |            | صورة                                |
| ZA-05 | قلعة الأزرق  | العصر النبطي-المملوكي |        |            | صورة                                |